# Modern Love (serie televisiva)
Modern Love è una serie televisiva diretta da John Carney. È basata sulla rubrica settimanale pubblicata dal New York Times. La serie è disponibile sulla piattaforma di streaming Amazon Prime Video dal 18 ottobre 2019.

## Trama
La serie esplora l'amore nelle sue molteplici forme: l'amore sessuale, romantico, familiare, platonico e per sé stessi.

## Episodi
| Stagione         | Episodi | Pubblicazione originale | Pubblicazione Italia |
| ---------------- | ------- | ----------------------- | -------------------- |
| Prima stagione   | 8       | 2019                    | 2019                 |
| Seconda stagione | 8       | 2021                    | 2021                 |

## Promozione
Il primo trailer è stato pubblicato il 4 giugno 2019. Il trailer della seconda stagione è stato invece pubblicato il 15 luglio 2021.